# Técnica de recorte
O recorte ou cut-up (também chamado de "método de corte" ou "técnica de corte" ou até découpé em Francês)) é uma técnica literária dependente de caso ou gênero no qual o texto é aleatoriamente recortado e misturado para criar um novo produtos.
O "método da tesoura" também é um processo pelo qual o autor fragmenta o texto do papel com uma tesoura e depois remonta palavras ou frases de acordo com tais princípios que praticamente nada têm a ver com o significado original escrito.  Esta técnica é usada geralmente em literatura de vanguarda, poesiae magia do caos
O método foi inventado na década de 1920 pelo poeta francês Dadaísta Tristan Tzara e, entre 1950 e 1960, foi modificado e modificado pelo artista canadense Brion Gaisin e pelo escritor americano William S. Burroughs.  A técnica influenciou significativamente o desenvolvimento da música eletrônica e experimental, e também teve um certo impacto na literatura e no cinema .

## Técnicas
No "método de corte", duas subespécies são tradicionalmente distintas e diferentes em sua abordagem ao processamento de texto:

### Cut-Up
É a base de todo o método, isto é, "recortada" - aparece na forma dos "arranhões" clássicos do Tristan Tzara, apresentados pela primeira vez pelo poeta na obra "Receita para um poema dadaísta , 1920 "
O método envolve trabalhar com um texto linear acabado (impresso em papel), cortando em pedaços com uma ou mais palavras em cada um.  Então tudo é misturado, formando um novo texto.

### Fold-in
É chamada de "fold-in" e é um desenvolvimento conjunto de Burroughs e Gaisin.  O método assume o trabalho com vários textos com o seu corte e layout subsequentes.  A área chave de aplicação deste método é o trabalho não só com o seu próprio texto, mas também com um estranho.
Além disso, este método é distinguido pelo trabalho com o texto misto - ou seja, os "cortes" são conectados em um texto coerente de forma significativa, e não em uma ordem aleatória (como no caso de Tzara).  No caso de usar o método para uma folha de texto impressa, ela envolve o corte da página em trimestres com o arranjo subsequente das peças na seguinte ordem: com a disposição original das visões " a, b, c, d " após o rearranjo, as partes devem ser como " d, c, b, a ".
O método de escrever os textos do próprio Burroughs é descrito em um artigo dedicado ao escritor no site "Filatelia.ru": "Em todas as suas viagens, Burroughs não se separou do caderno, alinhado com três colunas.  No primeiro, ele escreveu vários fatos sobre o que estava acontecendo ao seu redor, trechos de frases ouvidas, diálogos;  o segundo - impressões pessoais, pensamentos, memórias;  finalmente, o terceiro continha citações dos livros que estão sendo lidos no momento.  Na verdade, a partir dessas colunas, o futuro livro foi montado ".